# شوناي
شوناي  هي بلدية في اليابان، وبلدة في اليابان، تقع في ياماغاتا، بلغ عدد سكانها 21,018  نسمة وذلك حسب إحصائيات سنة 2018، تبلغ مساحتها 249.17 كيلومتر مربع.

## توأمة
لشوناي اتفاقيات توأمة مع:
- كورسكوف